# Аднан Исламовић
Аднан Исламовић (6. априла 1997) српски је фудбалер.

## Каријера
Исламовић је прошао млађе категорије београдског Партизана, чији је члан био до 2019. године. У међувремену, по преласку у сениорски узраст био је на неколико позајмица, током којих је наступао за Телеоптик, Жарково и Нови Пазар. После одласка из матичног клуба приступио је хрватском трећелигашу Новиграду где је провео краћи период током 2020. У Суперлиги Србије дебитовао је за екипу чајетинског Златибора, одакле је касније прешао у Слободу из Тузле. У Нови Пазар се вратио лета 2021, али је у следећем прелазном року напустио клуб.

## Трофеји
Телеоптик
- Српска лига Београд: 2016/17.[2][11]